# Włodzimierz Humen
Włodzimierz Humen (ur. 12 lipca 1904 we Lwowie, zm. 9 lipca 1972 w Warszawie) – pilot szybowcowy, teoretyk szybownictwa, organizator Instytutu Szybownictwa.

## Życiorys
Uczył się w lwowskim gimnazjum matematyczno-przyrodniczym, gdzie w 1924 roku uzyskał maturę. Zajął się działalnością dziennikarską, współpracował z czasopismami „Sport” i „Stadion”. W 1929 roku rozpoczął studia w Centralnym Instytucie Wychowania Fizycznego w Warszawie. Już w czasie trwania studiów zatrudnił się na uczelni jako młodszy asystent, a po ich ukończeniu jako asystent. Został członkiem studenckiego koła szybowcowego „Start”, w 1932 roku w szkole szybowcowej w Polichnie uzyskał kategorię A i B pilota szybowcowego. Kolejne szkolenie szybowcowe odbył w 1934 roku w szkole w Pińczowie i uzyskał kategorię C pilota szybowcowego. Był również członkiem Aeroklubu Warszawskiego, gdzie w tym samym roku ukończył kurs pilotażu samolotowego.
W 1936 roku Ustianowej ukończył unifikacyjny kurs instruktorów szybowcowych, co pozwoliło mu na pracę w Wojskowym Obozie Szybowcowym w okresie letnim i w 1937 roku. Właśnie tam, w 1937 roku, spełnił warunki do uzyskania Srebrnej Odznaki Szybowcowej. Również jesienią 1937 r. wziął udział w oblatywaniu terenów szybowcowych w Brasławiu. W 1938 roku prowadził szkolenie szybowcowe dla studentów Akademii Wychowania Fizycznego w Warszawie.
1 stycznia 1939 roku rozpoczął pracę w referacie szybowcowym Zarządu Głównego Ligi Obrony Powietrznej i Przeciwgazowej. W okresie II wojny światowej mieszkał w Warszawie, a następnie w Łańcucie. Po zakończeniu działań wojennych pracował w Państwowym Gimnazjum i Liceum w Łańcucie. W listopadzie 1945 roku wystąpił z referatem poświęconym zasadom szkolenia szybowcowego na w Ogólnopolskiej Konferencji Szybowcowej w Jeżowie Sudeckim.
10 stycznia 1946 roku przybył on do Bielska i zaczął od 1 lutego pracować w Instytucie Szybownictwa. 10 lutego został delegowany przez DLC MK do Ośrodka Organizacji Szybownictwa w Bielsku w celu zorganizowania szkoły instruktorów. Od 1 maja 1946 objął w IS stanowisko kierownika Wydziału Wyszkolenia. W październiku 1948 r. założył Centralną Szkołę Instruktorów Szybowcowych Powszechnej Organizacji „Służba Polsce”. W latach 1949–1953 kierował wydziałem lotniczym w Technikum Mechaniczno-Elektrycznym w Bielsku. Od 1948 do 1950 roku pełnił funkcję wiceprezydenta Międzynarodowej Federacji Lotniczej. Pracował społecznie w Aeroklubie Bielsko-Bialskim, gdzie w 1949 roku sprawował stanowisko prezesa. Z racji swego doświadczenia szybowcowego pracował jako konsultant przy kręceniu filmów Podniebne zawody i Pierwszy start.
W styczniu 1951 roku, jako przedstawiciel Ligi Lotniczej, wszedł w skład Miejskiej Rady Narodowej nowo utworzonego miasta Bielsko-Biała. Jesienią 1954 roku objął stanowisko kierownika Wydziału Szybowcowego Zarządu Głównego Ligi Przyjaciół Żołnierza i pełnił tę funkcję do wiosny 1956 r. W tym czasie, przez cztery miesiące, przebywał w Chińskiej Republice Ludowej, gdzie tworzył bazę do szkolenia instruktorów szybownictwa. W latach 1955–1956 był przewodniczącym Komisji Szybowcowej Aeroklubu PRL, a w latach 1954-1956 był trenerem szybowcowej kadry narodowej.
3 maja 1957 roku, wszedł w skład Krajowej Konferencji Założycieli Towarzystwa Krzewienia Kultury Fizycznej. W 1958 r. otrzymał Dyplom FAI im. Paula Tissandiera.
Zmarł 9 lipca 1972 roku, został pochowany na nowym cmentarzu na Służewie w Warszawie.

## Wybrane publikacje
- Piłka ręczna, 1926
- Zasady szkolenia szybowcowego, 1939
- Szybownictwo : podręcznik instruktora i pilota szybowcowego, 1948
- Podniebne zawody, 1958
- Poradnik organizatora czynnego wypoczynku w ognisku TKKF, 1961
- Wprowadzenie do rekreacji fizycznej : elementy historii, teorii i metodyki, 1970

## Ordery i odznaczenia
- Krzyż Kawalerski Orderu Odrodzenia Polski,
- Złoty Krzyż Zasługi,
- Srebrny Krzyż Zasługi,
- Medal 10-lecia Polski Ludowej,
- Medal 100-lecia Sportu Polskiego,
- Odznaka „Zasłużony Działacz Kultury Fizycznej”,
- Odznaka Zasłużonego Działacza Lotnictwa Sportowego,
- Złota Odznaka im. Janka Krasickiego,
- Złota Odznaka Honorowa „Skrzydlatej Polski”,
- Dyplom im. Paula Tissandiera[11].
- chiński Medal Przyjaźni,